# Amstel Gold Race 1997
L'Amstel Gold Race 1997 fou la 32a edició de l'Amstel Gold Race. La cursa es disputà el 26 d'abril de 1997, sent el vencedor final el danès Bjarne Riis, que s'imposà en solitari en la meta de Maastricht.
191 ciclistes hi van prendre part, acabant la cursa 80 d'ells.

## Classificació final
|    | Ciclista         | Equip                 | Temps      |
| -- | ---------------- | --------------------- | ---------- |
| 1  | Bjarne Riis      | Team Deutsche Telekom | 6h 11' 19" |
| 2  | Andrea Tafi      | Mapei-GB              | + 46"      |
| 3  | Beat Zberg       | Mercatone Uno         | m. t.      |
| 4  | Laurent Roux     | TVM                   | m. t.      |
| 5  | Mauro Gianetti   | La Française des Jeux | m. t.      |
| 6  | Michele Bartoli  | Maglificio MG         | + 47"      |
| 7  | Laurent Jalabert | ONCE                  | + 48"      |
| 8  | Andrei Txmil     | Lotto                 | + 1' 08"   |
| 9  | Rolf Aldag       | Team Deutsche Telekom | m. t.      |
| 10 | Rolf Sørensen    | Rabobank              | m. t.      |